# Фріденсбрюке
Фріденсбрюке (нім. Friedensbrücke), також відомий як Зюратальвіадук (нім. Syratalviadukt) — бутовий арковий міст у місті Плауен над долиною річки Зюрабах та вулицями Добенауштрасе і Цуфарт Штернквель..
 Офіційна адреса — вулиця Фріденштрасе. По мосту пролягає федеральний автошлях 92 (нім. Bundesstraße 92) з чотирма смугами руху та тротуарами з обох боків. Має одну з найбільших кам'яних арок у світі. Загальна довжина мосту 133 метри, ширина — 18 метрів і висота — 18 метрів. 
Раніше відомий під назвами міст Фрідріха Августа або міст Фрідріха Еберта (нім. Friedrich-August-Brücke, Friedrich-Ebert-Brücke).